# Vapor Vell
El Vapor Vell es una antigua fábrica ubicada en el distrito de Sants-Montjuïc de Barcelona (España). Está considerada la industria de vapor más antigua  que se conserva en Barcelona. Entró en servicio en 1846 como fábrica de la empresa textil Güell, Ramis y Compañía, propiedad de Joan Güell.
En la actualidad se conserva la chimenea y la nave principal de la antigua fábrica, que alberga una biblioteca y una escuela. El conjunto está catalogado como Bien Cultural de Interés Nacional.

## Historia
Durante la revolución industrial las principales fábricas se instalaron en los municipios del llano de Barcelona, ante la imposibilidad de hacerlo en el interior de la ciudad amurallada. El Vapor Vell fue la primera fábrica moderna que se instaló en Sants, por entonces municipio independiente, que fue uno de los más industrializados.
La sociedad Güell, Ramis y Compañía nació de la unión del industrial textil Joan Güell y Ferrer, que actuó como socio capitalista, con Domènec Ramis, quien tenía el monopolio para producir panas con telares mecánicos a la manera francesa. La fábrica de panas y terciopelos empezó su actividad productiva en 1846. El Vapor Güell empezó a conocerse como Vapor Vell al construirse otra industria de vapor en Sants, la fábrica de La España Industrial, conocida como Vapor Nou. 
Tuvo una existencia muy accidentada, que coincidió con la época de las primeras grandes huelgas obreras y la violencia sindical. En 1854 cerró durante dos meses a raíz del conflicto de las selfactinas. En 1855 el director de la fábrica, Josep Sol i Padrís, fue asesinado a tiros. 
En 1891 Eusebi Güell, heredero del negocio, optó por trasladar la producción a Santa Coloma de Cervelló, a un nuevo recinto fabril construido por Antonio Gaudí y conocido como Colonia Güell. En los años siguientes el Vapor Vell mantuvo su actividad fabril: los espacios fueron divididos y funcionaron como talleres de pequeñas empresas.
En 1976 Galerías Preciados adquirió la mayor parte del recinto, con el objetivo de construir unos grandes almacenes. El proyecto no se materializó ante la oposición vecinal, que reclamaba la preservación del conjunto industrial y su uso como equipamientos sociales y culturales. En 1983, al expropiarse el grupo Rumasa, propietario de Galerías Preciados, el recinto pasó a manos del Patrimonio del Estado. En 1986 el ayuntamiento aprobó la conservación de la nave principal y la chimenea. Su uso no se decidió hasta 1998, cuando se acordó la construcción de una biblioteca y un centro escolar, inaugurados en 2000.